# Dokfoto centrum
Het Dokfoto centrum, ook bekend als het Juhan Kuus Dokfoto centrum, is een fotografiemuseum in de Estse hoofdstad Tallinn, met een sterke focus op documentaire fotografie. Het museum werd opgericht in 2015 en is voortgekomen uit het nalatenschap van de overleden Ests-Zuid-Afrikaanse fotograaf Juhan Kuus, die bekendheid verwierf met zijn foto's van het Apartheidsregime in de jaren '80. Het museum is gevestigd in de gerenoveerde industriële wijk Telliskivi.